# Габон на Светском првенству у атлетици у дворани 2010.
Габон је седми пут учествовао на 13. Светском првенству у атлетици у дворани 2010. одржаном у Дохи од 12. до 14. марта. Репрезентацију Габона представљала је једна атлетичарка, која се такмичила у трци на 60 метара.
На овом првенству Габон је по броју освојених медаља делио 25. место са једном освојеном медаљом (бронзана). Поред тога постигнут је један национални рекорд.

## Учесници
Жене:
- Руди Занг Милама — 60 м

## Освајачи медаља (1)

### Бронза (1)
- Руди Занг Милама — 60 м

## Резултати

### Жене
| Атлетичарка      | Дисциплина | Лични рекорд | Квалификације | Квалификације | Полуфинале  | Полуфинале | Финале   | Финале | Детаљи |
| Атлетичарка      | Дисциплина | Лични рекорд | Резултат      | Место         | Резултат    | Место      | Резултат | Место  | Детаљи |
| ---------------- | ---------- | ------------ | ------------- | ------------- | ----------- | ---------- | -------- | ------ | ------ |
| Руди Занг Милама | 60 м       |              | 7,31 КВ       | 1. у гр. 5    | 7,13 КВ, НР | 2. у гр. 1 | 7,14     |        |        |